# Albert Van Damme
Albert "Berten" Van Damme wym. [ˈɑl.bɛrt vɐn ˈdɑ.mə] (ur. 1 grudnia 1940 w Laarne) – belgijski kolarz przełajowy i szosowy, trzykrotny medalista przełajowych mistrzostw świata.

## Kariera
Pierwszy sukces w karierze Albert Van Damme osiągnął w 1970 roku, kiedy zdobył srebrny medal w kategorii elite podczas przełajowych mistrzostw świata w Zolder. W zawodach tych wyprzedził go jedynie jego rodak Eric De Vlaeminck, a trzecie miejsce zajął Rolf Wolfshohl z RFN. Wynik ten powtórzył na rozgrywanych rok później mistrzostwach świata w Apeldoorn, gdzie rozdzielił De Vlaemincka i kolejnego reprezentanta Belgii, René De Clercqa. Ostatni medal wywalczył w 1974 roku, kiedy podczas mistrzostw świata w Vera de Bidasoa zdobył złoty medal. Wyprzedził tam bezpośrednio Rogera De Vlaemincka oraz Szwajcara Petera Frischknechta. Był też między innymi czwarty na mistrzostwach świata w Pradze w 1972 roku oraz rozgrywanych rok później mistrzostwach świata w Londynie. W pierwszym przypadku w walce o medal lepszy był Szwajcar Hermann Gretener, a w drugim na podium stanął Rolf Wolfshohl. Wielokrotnie zdobywał medale przełajowych mistrzostw Belgii, w tym pięć złotych. Startował także na szosie, ale bez większych sukcesów. Nigdy nie zdobył medalu na szosowych mistrzostwach świata. Nigdy też nie wystąpił na igrzyskach olimpijskich. W 1978 roku zakończył karierę.